# Grand Eyvia
La Grand Eyvia ou Grand'Eyvia (qui signifie « grande eau » dans le patois cognein) est un affluent de la Doire Baltée, qui descend du val de Cogne, en Vallée d'Aoste.

## Géographie
Le bassin de la Grand Eyvia mesure 257,84 m2, il présente une altitude moyenne de 2 468 mètres (comprise entre les 4 061 m du Grand Paradis,, et les 630 m à la confluence avec la Doire Baltée), et sa conformation est asymétrique, le versant droit étant plus abrupt et avec de nombreux petits torrents, tandis que le versant gauche est caractérisé par des torrents au débit plus régulier.
Si l'on tient compte des torrents Urtier et Péradza, sa longueur totale est de 32 km.
À l'embouchure du val de Cogne, elle est enjambée par le pont d'Aël (ou Pondel),,.

## Parcours
La Grand Eyvia naît du glacier de Péradza, dans le haut vallon de l'Urtier, une vallée latérale du val de Cogne. Elle prend son nom après la confluence des torrents Urtier et Valnontey, près du village de Crétaz.
Après avoir parcouru le haut vallon de l'Urtier, elle reçoit les eaux du torrent de Bardoney à la hauteur de l'alpe Chavanis au lieu-dit Pianes, et forme la cascade de Lillaz avant de rejoindre le village du même nom. En aval de Lillaz elle reçoit le torrent Valeille, puis le torrent Valnontey près de Crétaz. Elle poursuit en aval d'Épinel jusqu'au pont de Laval, puis elle reçoit les eaux des torrents Arpisson et Tradzo-des-Ors. Elle descend le moyen val de Cogne de façon impétueuse et reçoit les torrents Lex, Ronc et Grand-Nomenon à la hauteur de Vieyes, est enjambée par le pont de Chevril et le pont d'Aël, et rejoint enfin Aymavilles pour se jeter dans la Doire Baltée.

## Affluents
Les affluents de gauche de la Grand Eyvia sont des torrents plus gros, tandis que ceux de droite sont des ruisseaux de montagne ; ce sont :
- le torrent Valnontey[2] ;
- le torrent Urtier ;
- le torrent du Grand Nomenon ;
- le torrent Ronc ;
- le torrent Tradzo ;
- le torrent des Ors ;
- le torrent Grauson ;
- le torrent Arpisson.

## Galerie de photos

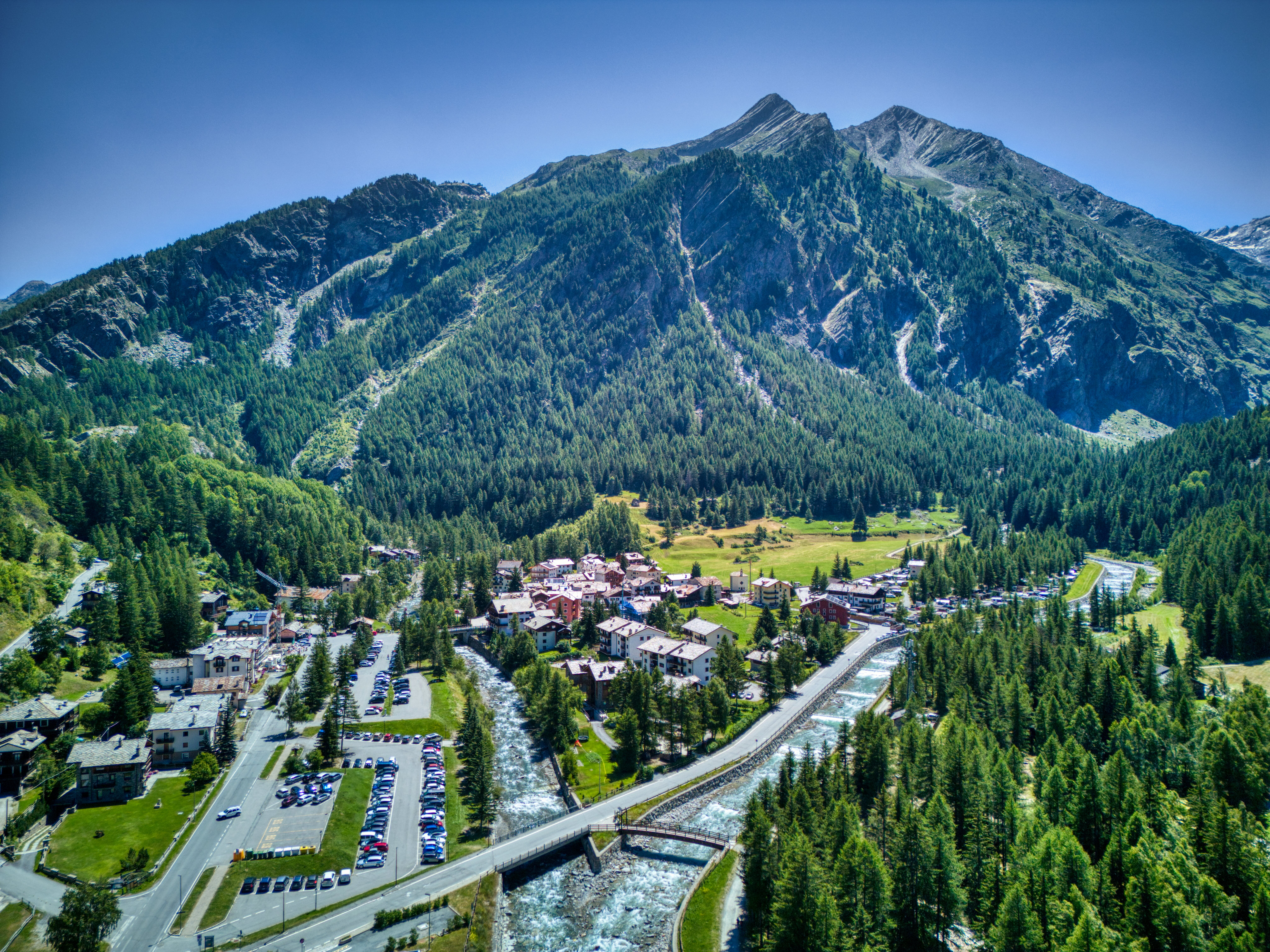
Lillaz
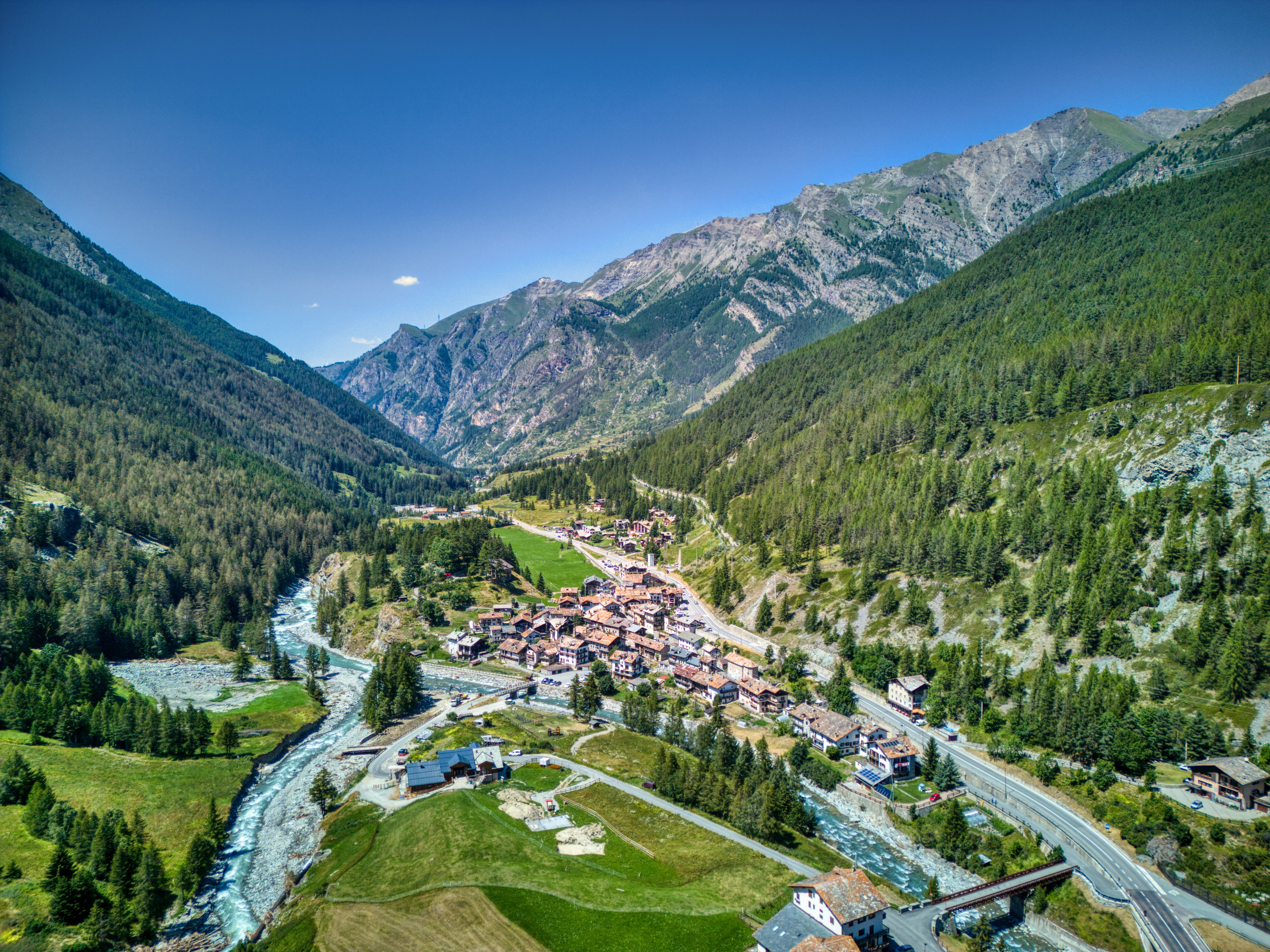
Crétaz
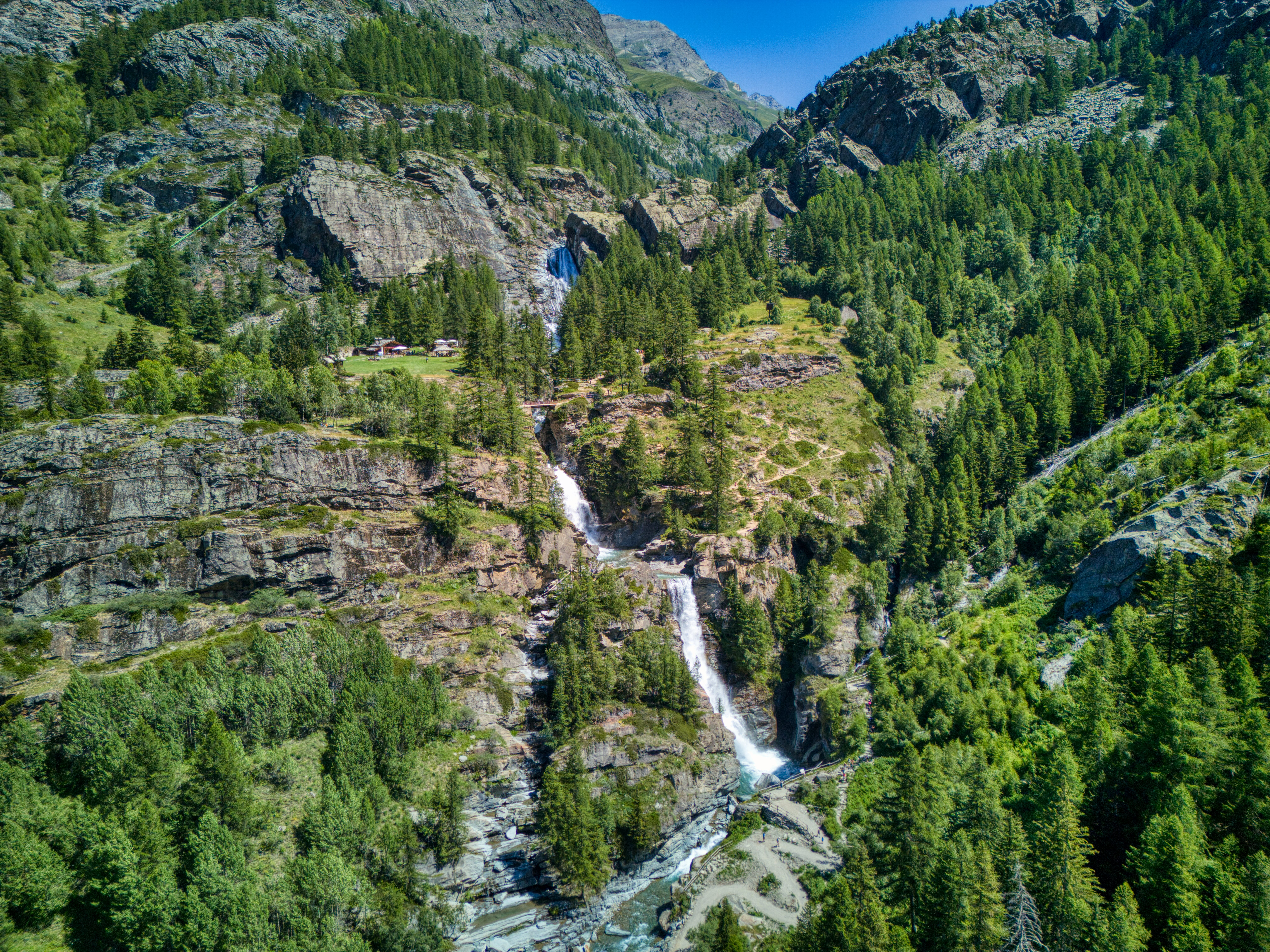
La cascade de Lillaz
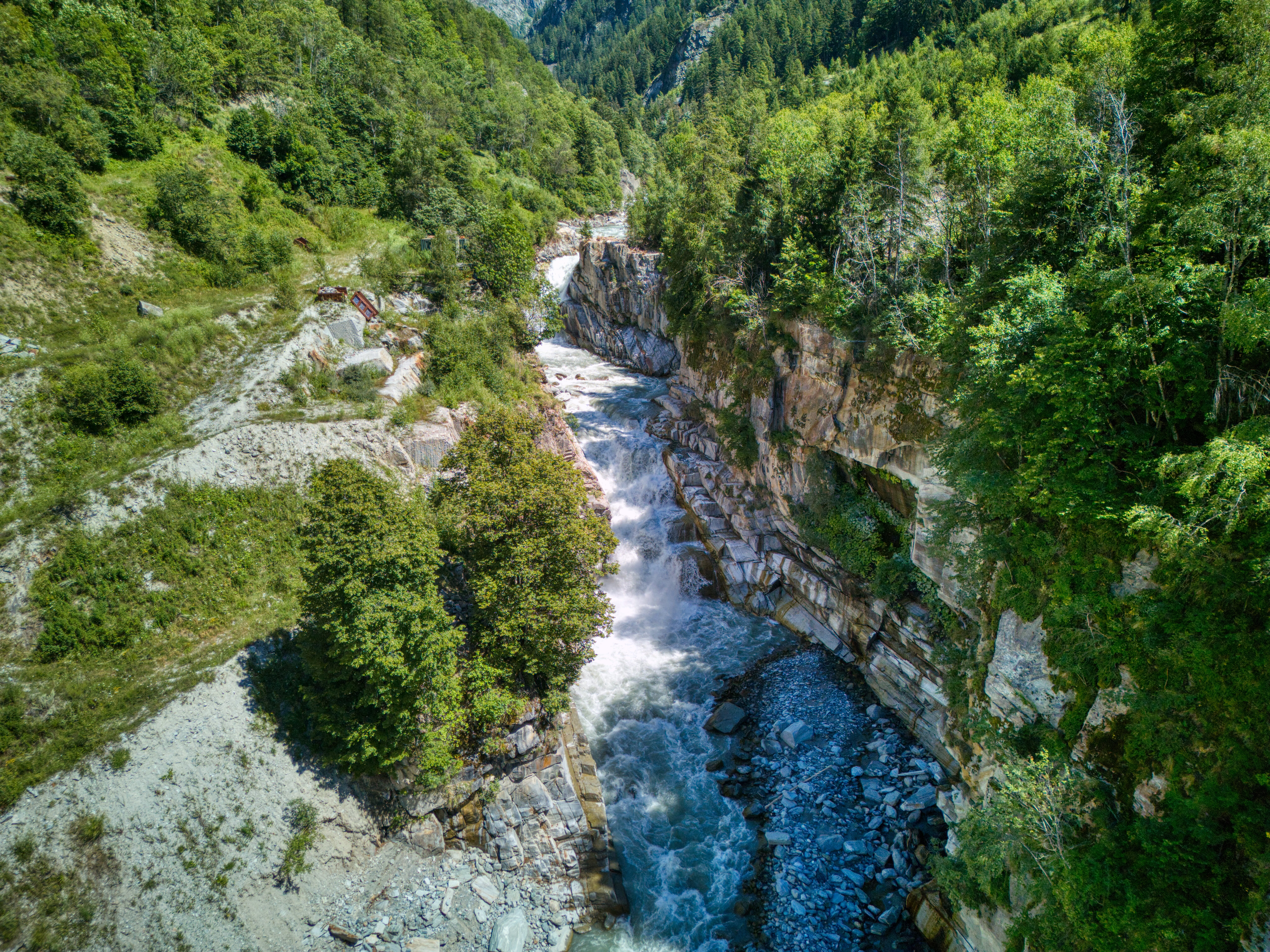
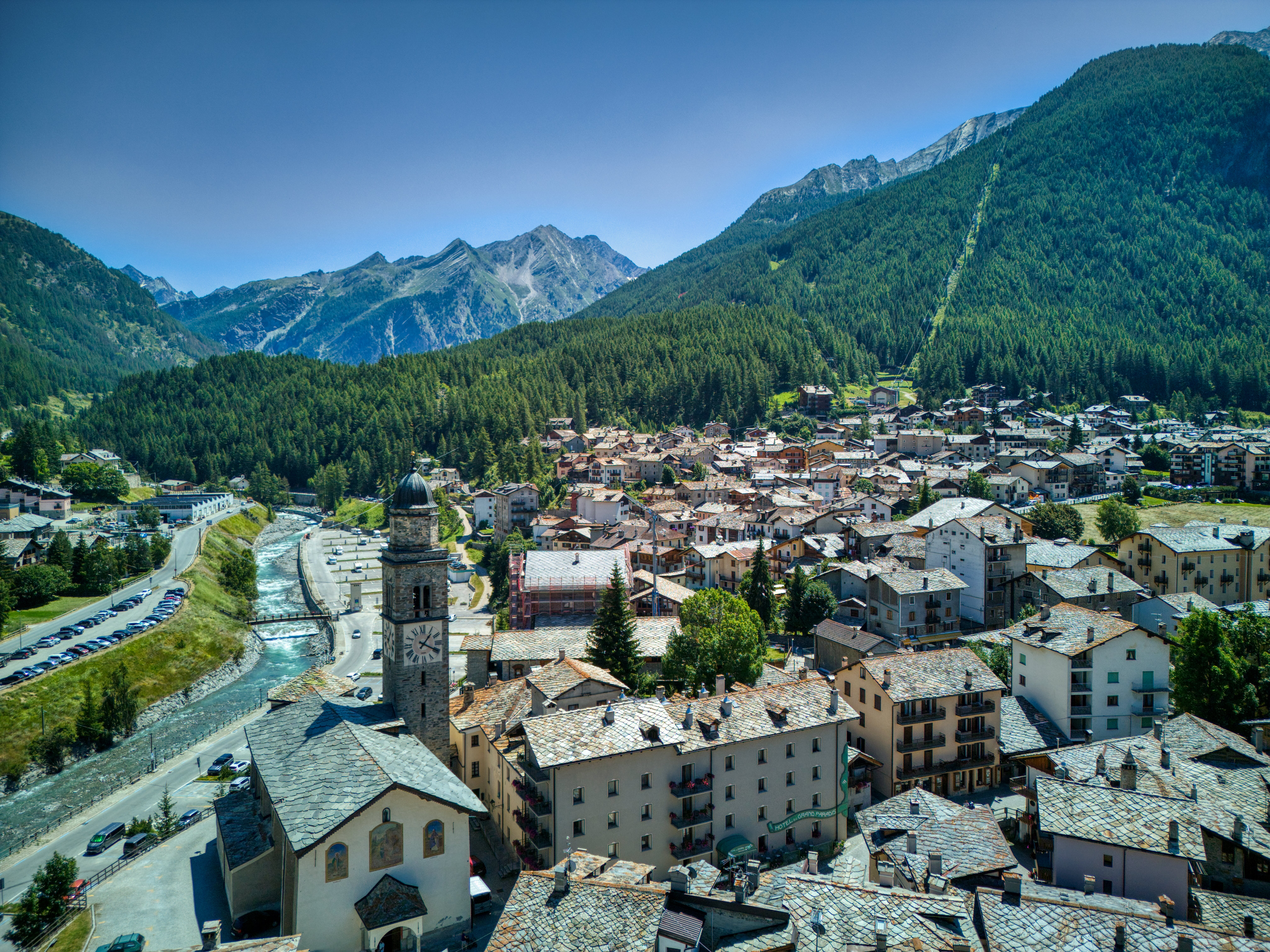
Cogne